# Munderich (Name)
Munderich ist ein altfränkischer, männlicher Vorname. Er tritt heute noch als Familienname auf.

## Herkunft und Bedeutung
Der Name bedeutet „Schützender König“ (althochdeutsch: munt die Hand bzw. der Schutz und rihhi reich und mächtig, rihhan beherrschen).

## Namenstag
- 18. März: Heiliger Munderich von Langres
- 10. Mai und 12. Mai: Heiliger Mondry von Cellettes

## Varianten
- deutsch: Modericus, Mundericus
- englisch: Munderic
- französisch: Mondry, Mundéric, Monderic
- altfränkisch: Mundarīk
- portugiesisch: Munderico
- russisch: Мундерих
- spanisch: Munderic

## Namensträger

### Vorname
- Munderich (um 500–532/533), merowingischer Prinz

### Familienname
- Eberhard Mondry (1929–1998), deutscher Schauspieler und Synchronsprecher

## Sonstiges
- Der Name des Schweizer Ortes Münchringen geht auf den Namen Munderich zurück.